# Cuncy-lès-Varzy
Cuncy-lès-Varzy este o comună în departamentul Nièvre din centrul Franței. În 2009 avea o populație de 150 de locuitori.

## Evoluția populației
| An        | 1975 | 1982 | 1990 | 1999 | 2006 | 2009 |
| --------- | ---- | ---- | ---- | ---- | ---- | ---- |
| Populație | 171  | 154  | 141  | 142  | 149  | 150  |